# میشچیسکو (استان لهستان بزرگ‌تر)
میشچیسکو (به لاتین: Mieścisko) یک روستا در لهستان است که در گمینا میشچیسکو واقع شده‌است. میشچیسکو ۲٬۵۰۰ نفر جمعیت دارد.